# Melkart
Melkart, Baal Melkart (fen. Mlqrt wywodzące się z mlk-qrt „król miasta”; asyr. dMi-il-qar-tu) – bóg-opiekun fenickiego Tyru. Początkowo prawdopodobnie był bóstwem solarnym. Gdy wzrosła potęga Fenicji w basenie Morza Śródziemnego, Baal Melkart stał się panem mórz. Z zachowanych tekstów ugaryckich wynika, że Melkarta szczególnie czczono podczas święta przebudzenia, przypadającego prawdopodobnie na początek wiosny. Przemawia za tym opis obrzędu polewania jęczmienia i sadzenia winorośli.
Od XIII wieku p.n.e., wraz z rosnącym w świecie fenickim znaczeniem Tyru, umacniał się również kult Melkarta, który został włączony do triady bogów obok Ela i Asztarte. Podczas fenickiej kolonizacji Afryki kult Melkarta został przeniesiony najpierw do Kartaginy, a następnie do kolonii kartagińskich w Hiszpanii – do Kadyksu i Kartageny.
Melkart jako bóstwo odgrywał kluczową rolę w corocznym fenickim święcie wiosennym, w którym umierał, a następnie zmartwychwstawał.
Melkart (Melikertes) znany był w mitologii greckiej. Pochodzący z drugiego tysiąclecia p.n.e. beocki mit o poszukiwaniach Europy przez tyryjskiego Kadmosa, założeniu Teb i zasianiu zębów węża wskazuje na wędrówkę i osiedleniu się w Beocji plemienia semickiego oraz zdobyciu władzy nad zwaśnionymi Pelazgami. Później bóstwo fenickie utożsamione zostało z Heraklesem. 
W pierwszej połowie IX wieku p.n.e. kult Melkarta poszerzał się o tereny północnego królestwa Izraela. Panujący wówczas król Achab, dążąc do integracji izraelsko-kananejskiej, pozwolił na rozwój synkretyzmu rodzimego kultu Jahwe i Melkarta, któremu patronowała pochodząca z Tyru królewska małżonka Izebel. Pomimo tego, że Achab wzniósł Baalowi świątynię i stworzył przy niej administrację świątynną, składającą się z kapłanów fenickich, nowy kult nie przyjął się z powodu silnego oporu zwolenników proroków Eliasza i Elizeusza oraz opozycji nazyrejczyków.